# Torrent de Can Feliu (Navès)
El Torrent de Can Feliu és un afluent per la dreta de l'Aigua d'Ora el curs del qual transcorre íntegrament pel terme municipal de Navès.

## Xarxa Hidrogràfica
La xarxa hidrogràfica del Torrent de Can Feliu està integrada per un total de 24 cursos fluvials. D'aquests, 16 són subsidiaris de 1r nivell, 6 ho són de 2n nivell i 1 ho és de 3r nivell. La totalitat de la xarxa suma una longitud de 19.020 m. que transcorren íntegrament pel terme municipal de Navès.
El vessant esquerre és molt més extens que el dret. Està conformat per 18 cursos fluvials i abasten un longitud total d'11.277 m. Els cinc subsidiaris del vessant dret sumen una longitud de 1.163 m.